# Marcia Garbey
Marcia Alejandra Garbey Montell (n. 9 februarie 1949, Santiago de Cuba, Cuba – d. 1 ianuarie 2024, Santiago de Cuba, Cuba) a fost o atletă cubaneză. A concurat la săritura în lungime feminină la Jocurile Olimpice de vară din 1968 și la Jocurile Olimpice de vară din 1972.  Garbey a murit la Santiago de Cuba la 1 ianuarie 2024, la vârsta de 74 de ani. 

## Realizări
| An   | Competiție                            | Locație                             | Loc | Eveniment | Note  |
| ---- | ------------------------------------- | ----------------------------------- | --- | --------- | ----- |
| 1966 | Jocurile Americii Centrale și Caraibe | San Juan, Puerto Rico               | 3   | lungime   | 5,47  |
| 1967 | Jocurile Panamericane                 | Winnipeg, Canada                    | 1   | 4x100     | 44,63 |
| 1967 | Jocurile Panamericane                 | Winnipeg, Canada                    | 6   | lungime   | 5,99  |
| 1968 | Jocurile Olimpice                     | Ciudad de México, Mexic             | 17  | lungime   | 6,14  |
| 1968 | Jocurile Olimpice                     | Ciudad de México, Mexic             | –   | 4x100     | NS    |
| 1970 | Jocurile Americii Centrale și Caraibe | Panama, Panama                      | 1   | lungime   | 6,60  |
| 1970 | Jocurile Americii Centrale și Caraibe | Panama, Panama                      | 2   | pentatlon | 4428  |
| 1971 | Jocurile Panamericane                 | Cali, Columbia                      | 7   | lungime   | 5,87  |
| 1972 | Jocurile Olimpice                     | München, Germania                   | 4   | lungime   | 6,52  |
| 1974 | Jocurile Americii Centrale și Caraibe | Santo Domingo, Republica Dominicană | 1   | lungime   | 6,48  |
| 1975 | Jocurile Panamericane                 | Ciudad de México, Mexic             | 5   | lungime   | 6,38  |

## Legături externe
- en Marcia Garbey la World Athletics
- en Marcia Garbey la Olympedia.org